# Benjamin Constant (navio)
O Benjamim Constant foi um cruzador escola pertencente a Marinha do Brasil da classe Benjamim Constant. Ele foi o primeiro navio a ostentar esse nome na Marinha e o primeiro a ser projetado desde o início como navio-escola. Construído em 1891 e lançado em 1892, teve uma carreira longa, fazendo dezenas de viagens de instrução, também assegurou a posse brasileira da Ilha da Trindade. Seus apelidos eram: "Cisne Branco" (devido a sua pintura branca) e "Beijoca". Teve baixa do serviço ativo em 22 de fevereiro de 1926. Foi desmontado em 1949 após um incêndio ocorrido em 1938.

## Características gerais
Benjamin Constant deslocava 2 311 toneladas quase vazio e 2 750 toneladas cheio. Seu comprimento era de 73,93 metros, sua boca era de 13,69 metros, seu calado era de 5,70 metros e seu pontal era de 8,30 metros. Sua propulsão consistia em máquinas de tríplice expansão que geravam 2.800 cavalos-vapor que por sua vez o permitiam chegar a quatorze nós (25,9 quilômetros por hora).

### Armamento
O armamento consistia em quatro canhões Armstrong de 150 milímetros situados em duas barbetas (uma no castelo e outra no tombadilho), oito canhões Armstrong de 120 milímetros, quatro canhões Nordenfelt de 57 milímetros (dois na popa e dois proa), seis metralhadoras de 25 milímetros, quatro metralhadoras de 17 milímetros e tubos lança-torpedos.

### Blindagem
Seu convés era protegido por chapas de trinta a cinquenta milímetros de espessura enquanto seu passadiço era protegido por placas de oitenta milímetros de espessura. O casco era de madeira revestido com chapas de cobre e aço.

## História

### Primeiros anos
Benjamim Constant teve sua quilha batida em 18 de novembro de 1891, nos estaleiros da Forges et chantiers de la Méditerranée em La Seyne, Toulon. Foi lançado no ano seguinte tendo como primeira tarefa fornecer alojamento para os tripulantes do Almirante Barroso, que tinha afundado a pouco tempo. Apesar de ter sido lançado em 1892, ele só foi incorporado à Marinha em 10 de maio de 1894 como consequência da Revolta da Armada. Feita a entrega, assumiu o capitão de fragata Antônio Alves Câmara. Ele partiu de La Seyne em 18 de julho, chegando ao Rio de Janeiro em 4 de setembro.
De 18 de fevereiro a 13 de março 1895, a embarcação fez um cruzeiro com origem no estado da Bahia. Terminado o cruzeiro, assumiu o capitão de fragata Joaquim José Rodrigues Torres Sobrinho. Ele comandou mais um cruzeiro indo até o Pará, e visitando a Ilha da Trindade a fim de assegurar a presença brasileira na região que estava sendo disputada pelos ingleses.
Em 1897, realizou mais um cruzeiro de instrução para a Europa e os Estados Unidos. O cruzador foi integrado a Divisão de Instrução. Era comandado por Afonso de Alencastro Graça e Joaquim Marques Leão. Em 1898, assumiu o capitão de fragata Duarte Huet de Bacelar. Sua primeira ação como comandante do Benjamim Constant foi viajar pela costa brasileira, a começar pela Ilha da Trindade, passando por Fernando de Noronha e Belém no Pará.

### 1901-1908
Em 1901, realizou mais um cruzeiro de instrução. Viajando para Recife, Barbados, Nova Iorque, Plymouth e Cherbourg. Durante essa viagem, o capitão de fragata José Martins de Toledo foi acometido de uma enfermidade desconhecida. Sendo substituído pelo imediato, e capitão tenente, Carlos Pereira Lima. Em 24 de dezembro de 1906, retornou para o Rio de Janeiro, encerrando a instrução da turma de 1906. Nessa viagem foram visitados os portos de Salvador, São Vicente, São Miguel dos Açores, Plymouth, Anvers, Kristiansand, Copenhagen, Stockholm, Kiel, Willenshaven, Amsterdam, Le Havre, Cherbourg, Lisboa e Las Palmas.
Em 22 de janeiro de 1908, ele velejou com quatorze Segundos-tenentes recém-formados. Essa foi a terceira vez que um navio brasileiro partia em uma viagem de circunavegação. Os países visitados foram: Uruguai, Chile, Peru, Havaí, Japão, China, Hong Kong, Singapura, Ceilão, Aden, Egito, Itália, França, Gibraltar e Recife-PE, com seu retorno ao Rio de Janeiro se dando em 16 de dezembro. Acolheu vinte náufragos japoneses do navio Toyoshima Maru nessa viagem, ficando em reparos de 7 a 8 de novembro durante sua docagem em Toulon.

### 1909-1913
Em 1909, o Benjamin Constant transportou a tripulação do encouraçado Minas Geraes para Newscastle (local onde ele estava sendo construído). Em 1910, representou o Brasil no centenário da independência do México. De 12 a 16 de fevereiro de 1913, foi docado na Ilha das Cobras para ter algumas de suas chapas de cobre substituídas. Durante este período, recebeu um grupo de alunos no 4.° ano da Escola Naval com o objetivo de se prepararem para a seu próximo cruzeiro de instrução. Ele deixou a Ilha das Cobras em 20 de fevereiro, passando por Pernambuco e Bahia, e retornando em 15 de março.
Em abril, após o atraso do navio de suprimentos, o Benjamin Constant foi requisitado pelo governo para transportar os suprimentos para o Farol do Atol das Rocas que tinha notificado um navio mercante inglês que passava por ali sobre o atraso dos suprimentos. Este navio mercante repassou a mensagem para o governo.
Em 5 de maio, o Benjamin Constant fez mais um cruzeiro de instrução. Dessa vez, com uma turma de segundos-tenentes, rumou do Rio de Janeiro, passando do por Recife de 12 a 16 de maio; em Belém de 22 a 27 de maio; em Barbados de 2 a 8 de junho; em Santiago de Cuba de 14 a 21 de junho; em Nova Iorque de 28 de junho a 13 de julho e em Plymouth de 28 a 30 de julho. Depois passar quatro dias na Baía de Devenport, velejou rumo à Portsmouth, chegando lá em 3 agosto e ficando ali até 24 daquele mês. Retornou a viagem indo para Amsterdam de 25 de agosto a 2 de setembro; em Cherbourg de 4 a 13 de setembro; em Brest de 14 a 26 de setembro, em Lisboa de 30 de setembro a 10 de outubro; em Las Palmas de 14 a 18 de outubro e em Recife de 1 a 7 de novembro, voltando ao Rio de Janeiro em 12 de novembro.

### Últimos acontecimentos
Os anos de 1914 a 1915 foram regulares para o Benjamin Contant, porém, em 1916, suas viagens passaram a consistir em cruzeiros de instrução curtos dentro do território nacional. Já em 22 de fevereiro de 1926, foi retirado do serviço ativo, sob o Aviso n.º 578. Tornou-se, sob o Aviso n.º 643, sede das Escolas de Auxiliares-Especialistas. Em 1938, foi acometido por um incêndio. Onze anos depois, foi desmontado no Estuário de Santos.